# Metopilio gertschi
Metopilio gertschi is een hooiwagen uit de familie Sclerosomatidae.